# Câu lạc bộ bóng đá IDSEA Champasak United
Câu lạc bộ bóng đá IDSEA Champasak United (tiếng Lào: ສະໂມສອນໄອດີຊີ ຈຳປາສັກຢູ່ໄນເຕັດ) là một câu lạc bộ bóng đá chuyên nghiệp đang thi đấu tại Lao Premier League, giải đấu cao nhất của Lào. Sân nhà của đội bóng là sân vận động Champasak.

## Lịch sử
Câu lạc bộ khởi đầu với tên gọi CLB bóng đá Champasak năm 2008. Năm 2012, ngân hàng Thương mại cổ phần Sài Gòn-Hà Nội (SHB) của Việt Nam mua lại CLB này và đổi tên thành SHB Champasak.
Mùa giải vô địch quốc gia Lào 2015, sau khi SHBank chấm dứt tài trợ thì đội bóng đổi tên từ SHB Champasak thành IDSEA Champasak United.

## Sự kiện liên quan
Tháng 7 năm 2015 báo cáo từ BBC rằng câu lạc bộ đã sử dụng trẻ em 14 tuổi từ Tây Phi giống như một cách ngược đãi khi ép học ký hợp đồng không lương và dành cho họ những điều kiện ăn nghỉ không đạt tiêu chuẩn.

## Nhà tài trợ
| Giai đoạn | Trang phục thi đấu | Nhà tài trợ |
| --------- | ------------------ | ----------- |
| 2012-2013 | Adidas             | SHB         |
| 2013–nay  | Tamudo             | SHB         |

## Thành tích

### Đấu trường quốc nội
- Lào League
  - Vô địch (1): 2013
  - Á quân ():
  - Hạng ba (1): 2014
- Cúp Thủ tướng Lào
  - Vô địch (1): 2012
  - Á quân ():

## Tham dự đấu trường quốc tế
- Singapore Cup: 1 lần tham dự

2014: Vòng loại thứ nhất

## Cầu thủ
Ghi chú: Quốc kỳ chỉ đội tuyển quốc gia được xác định rõ trong điều lệ tư cách FIFA. Các cầu thủ có thể giữ hơn một quốc tịch ngoài FIFA.
| Số | VT | Quốc gia               | Cầu thủ                 |
| -- | -- | ---------------------- | ----------------------- |
| 1  | TM | Việt Nam               | Phan Văn Biểu           |
| 5  | HV | Ghana                  | Alex Beyan              |
| 6  | HV | Anh                    | Sennett                 |
| 7  | HV | Lào                    | Odomsith Singlatsomboun |
| 9  | TĐ | Lào                    | Sangvone Phimmasen      |
| 10 | TĐ | Brasil                 | De Jesus                |
| 11 | TĐ | Cộng hòa Dân chủ Congo | Itubu Imbem             |

| Số | VT | Quốc gia    | Cầu thủ           |
| -- | -- | ----------- | ----------------- |
| 12 | TV | Lào         | Sam Sengmany      |
| 15 | TĐ | Brasil      | Rodrigo Toledo    |
| 17 | TV | Việt Nam    | Lê Hồng Minh      |
| 19 | TV | Lào         | Sonesay Si-oulay  |
| 20 | TĐ | Indonesia   | Bambang Pamungkas |
| 25 | HV | Liberia     | Alex Karmo        |
| 32 | TĐ | Bờ Biển Ngà | Kone Mohamed      |
| 44 | TV | Nigeria     | Michael Bernard   |

## Huấn luyện viên
Huấn luyện viên theo năm (2012–nay)
| Tên                     | Quốc gia | Giai đoạn | Thành tích                             |
| ----------------------- | -------- | --------- | -------------------------------------- |
| Virasith Sounakeovongsa | Lào      | 2012-     | Cúp Thủ tướng Lào 2012 Lào League 2013 |